# Хитрук, Фёдор Савельевич
Фёдор Саве́льевич Хитру́к (18 апреля (1 мая) 1917, Тверь, Российская империя — 3 декабря 2012, Москва, Россия) — советский и российский режиссёр, художник и сценарист мультипликационного кино, педагог, переводчик; народный артист СССР (1987), лауреат двух Государственных премий СССР (1976, 1982) и Национальной премии ГДР (1971).

## Биография
Родился 18 апреля (1 мая) 1917 года в Твери в еврейской семье и был средним из трёх братьев. Отец — слесарь, а позже инженер Савелий Давыдович (Шевель Давидович) Хитрук (1887—1983), в последние годы жизни — пенсионер республиканского значения, происходил из Полоцка; мать — Анна Антоновна Хитрук (урождённая Неха Нахамчик, 1893—1985), была родом из Риги. Родители поженились в 1914 году в Риге, там же родился их старший сын Михаил (1915—2007). В 1917 году родители переехали в Тверь, где отец служил в продовольственном отделе губисполкома и где родился средний сын Фёдор, затем в Бежецк, где родился его младший брат Владимир (1921—1993). В 1924 году семья переехала в Москву, а после того как отец окончил Плехановскую академию, его отправили как представителя Станкоэкспорта в командировку в Германию заниматься закупкой оборудования (1931—1934). Жили главным образом в Штутгарте, где будущий мультипликатор занимался в художественно-ремесленном училище.
В 1936 году, уже в Москве, учился в художественном техникуме ОГИЗа, позднее — в Институте повышения квалификации художников-графиков (мастерская Николая Вышеславцева). После просмотра мультфильмов У. Диснея на I Московском международном кинофестивале (1935) заинтересовался мультипликацией и по совету знакомого художника решил поступить на киностудию «Союзмультфильм», но в течение долгого времени получал отказ.
С ноября 1937 года начал работать мультипликатором-стажёром, а с 1938 года — мультипликатором на студии «Союзмультфильм».
12 августа 1941 года, после начала войны, был отправлен на полгода учиться в Институт иностранных языков, эвакуированный в Ставрополь-на-Волге, и Одесское военное пехотное училище имени К. Е. Ворошилова (окончил в звании лейтенанта и назначен командиром взвода). После обучения служил переводчиком в штабе 3-го Украинского фронта, командовал взводом радиоперехвата 17-й воздушной армии, старший лейтенант. После войны в течение двух лет был военным переводчиком в Берлине, в ноябре 1947 года вернулся на студию «Союзмультфильм».
С 1961 по 1983 год — режиссёр киностудии. У первого фильма «История одного преступления» был большой успех. Сегодня фильм считается началом нового стиля в советской мультипликации, отличного от канона 1950-х — 1960-х, похожего на диснеевский.
Фёдор Хитрук — режиссёр короткометражных мультфильмов для взрослых в разных жанрах. Наиболее известны сатира на бюрократию «Человек в рамке» (1966), притча об одиночестве человека в современном обществе «Остров» (1973), пародия «Фильм, фильм, фильм» (1968), притча «Лев и Бык» (1984). Автор трёх мультфильмов о Винни-Пухе.
Был членом художественного совета «Союзмультфильма». В 1980-х годах занимал должность художественного руководителя студии «Мульттелефильм» творческого объединения «Экран».
В 1956—1981 годах преподавал на курсах художников-мультипликаторов при киностудии «Союзмультфильм», в 1980—2003 — на Высших курсах сценаристов и режиссёров, где «был одним из инициаторов создания отделения по подготовке режиссёров-мультипликаторов». Почётный профессор ВГИКа (2002).
В апреле 1993 года он и три других ведущих мультипликатора (Ю. Б. Норштейн, А. Ю. Хржановский, и Э. В. Назаров) основали мультипликационную Школу-студию «Шар».
Переводчик литературы об анимации, один из составителей международного словаря терминов по анимации. Автор многих статей об анимационном кино, воспоминаний.
Был вице-президентом Международной ассоциации анимационного кино (ASIFA) (1980—1988). С 1995 года — почётный президент Международного фестиваля анимационных фильмов «Золотая рыбка». С 1996 по 2000 год — почётный президент Ассоциации анимационного кино России.
Член Союза кинематографистов СССР (с 1956, билет № 0036). С 1981 года — секретарь правления Союза кинематографистов СССР. Академик Российской академии кинематографических искусств «Ника».
Член ВКП(б) с 1949 года.
До своей кончины жил в Москве, на Ленинском проспекте, дом № 41.
Скончался 3 декабря 2012 года в Москве на 96-м году жизни от болезни Паркинсона . Кремация прошла на Хованском кладбище; урна с прахом захоронена на Новодевичьем кладбище (3 уч.).

### Семья
- Первая жена — Мария Мотрук[30].
  - Сын — Андрей Хитрук[30].
    - Внучка — Анастасия Хитрук[30][31][25][32].
- Вторая жена (в браке с 11 августа 1988 года) — Галина Николаевна Шведова (Хитрук)[33] (1928—2021[источник не указан 99 дней]), врач[27][неавторитетный источник].

## Фильмография

### Режиссёр
- 1962 — История одного преступления
- 1964 — Топтыжка
- 1965 — Каникулы Бонифация
- 1966 — Человек в рамке
- 1967 — Отелло-67
- 1968 — Фильм, фильм, фильм
- 1969 — Винни-Пух
- 1970 — Юноша Фридрих Энгельс (совм. с В. Курчевским, К. Георги, К. Георги)
- 1971 — Винни-Пух идёт в гости
- 1972 — Винни-Пух и день забот (совм. с Г. Сокольским)
- 1973 — Остров
- 1974 — Дарю тебе звезду
- 1976 — Икар и мудрецы
- 1977 — За день до нашей эры (экспериментальный ролик) (совм. с Ю. Норштейном)
- 1982 — Олимпионики
- 1983 — Лев и Бык

### Сценарист
- 1964 — Топтыжка
- 1965 — Каникулы Бонифация
- 1965 — Сказка о царевиче и трёх лекарях
- 1966 — Человек в рамке
- 1967 — Отелло-67
- 1968 — Фильм, фильм, фильм (совм. с В. Головановым)
- 1969 — Винни-Пух (совм. с Б. Заходером)
- 1970 — Юноша Фридрих Энгельс (совм. с В. Курчевским, К. Георги, К. Георги)
- 1971 — Винни-Пух идёт в гости (совм. с Б. Заходером)
- 1972 — Винни-Пух и день забот (совм. с Б. Заходером)
- 1973 — Остров
- 1974 — Дарю тебе звезду
- 1976 — Икар и мудрецы
- 1982 — Олимпионики
- 1983 — Лев и Бык
- 1986 — Три новеллы

### Художник-постановщик
- 1973 — Равновесие страха (совм. с Э. Назаровым, В. Зуйковым)

### Художник-мультипликатор
- 1938 — Ивашко и Баба-Яга
- 1938 — Охотник Фёдор
- 1938 — Сказка о добром Умаре
- 1938 — Сказка про Емелю[34]
- 1939 — Дядя Стёпа
- 1939 — Таёжные друзья[35]
- 1940 — Медвежонок
- 1940 — Любимые герои
- 1941 — Муха-Цокотуха[34]
- 1943 — Сказка о царе Салтане[34]
- 1948 — Волшебный ковёр
- 1948 — Охотничье ружьё
- 1948 — Серая Шейка
- 1948 — Слон и муравей
- 1948 — Цветик-семицветик
- 1949 — Гуси-лебеди
- 1949 — Кукушка и скворец
- 1949 — Лев и заяц
- 1949 — Чудесный колокольчик
- 1949 — Скорая помощь
- 1950 — Волшебный клад
- 1950 — Когда зажигаются ёлки
- 1950 — Крепыш
- 1950 — Лиса-строитель
- 1950 — Сказка о рыбаке и рыбке
- 1951 — Высокая горка
- 1951 — Друзья товарищи
- 1951 — Лесные путешественники
- 1951 — Ночь перед Рождеством
- 1951 — Сказка о мёртвой царевне и о семи богатырях
- 1952 — Аленький цветочек
- 1952 — Валидуб
- 1952 — Каштанка
- 1952 — Сармико
- 1953 — Волшебный магазин
- 1953 — Ворона и лисица, кукушка и петух
- 1953 — Непослушный котёнок
- 1953 — Полёт на Луну
- 1953 — Храбрый Пак
- 1954 — Царевна-Лягушка
- 1954 — Козёл-музыкант
- 1954 — На лесной эстраде
- 1954 — Опасная шалость
- 1954 — Оранжевое горлышко
- 1954 — Стрела улетает в сказку
- 1955 — Заколдованный мальчик
- 1955 — Необыкновенный матч
- 1955 — Ореховый прутик
- 1955 — Пёс и кот
- 1955 — Снеговик-почтовик
- 1955 — Стёпа-моряк
- 1955 — Трубка и медведь[36]
- 1955 — Храбрый заяц
- 1955 — Это что за птица?
- 1956 — Двенадцать месяцев
- 1956 — Девочка в джунглях
- 1956 — Приключения Мурзилки (выпуск 1)
- 1956 — Старые знакомые
- 1957 — В некотором царстве…
- 1957 — Знакомые картинки
- 1957 — Опять двойка
- 1957 — Снежная королева
- 1958 — Кошкин дом
- 1958 — Мальчик из Неаполя
- 1958 — Петя и Красная Шапочка
- 1958 — Сказ о Чапаеве
- 1958 — Тайна далёкого острова
- 1959 — Скоро будет дождь
- 1959 — Ровно в три пятнадцать
- 1959 — Приключения Буратино
- 1960 — Железные друзья[37]
- 1960 — Мурзилка на спутнике
- 1960 — Непьющий воробей. Сказка для взрослых
- 1960 — Разные колёса
- 1960 — Человечка нарисовал я
- 1961 — Большие неприятности
- 1961 — Ключ
- 1961 — Семейная хроника
- 1963 — Бабушкин козлик. Сказка для взрослых
- 1991 — Приключения волшебного глобуса, или Проделки ведьмы

### Художественный руководитель
- 1984 — Кот в колпаке
- 1985 — Кутх и мыши
- 1985 — Волчок
- 1995 — Аттракцион
- 2001 — Соседи

### Консультант
- 1997—1999 — Незнайка на Луне[38]

### Шеф-редактор
- 1997—1999 — Незнайка на Луне[39]

### Мультипликационные части немультипликационных фильмов
Режиссёр
- 1968 — Зигзаг удачи (художественный)
- 1971 — Болтун-«активист» (сюжет из киножурнала «Фитиль»: «Фитиль № 112») (совм. с Г. Сокольским)
- 1975 — Бегство мистера Мак-Кинли (художественный)
- 1980 — О спорт, ты — мир! (документально-игровой)

Сценарист
- 1971 — Болтун-«активист» (сюжет из киножурнала «Фитиль»: «Фитиль № 112») (совм. с А. Аркановым)

## Награды и звания
- Заслуженный деятель искусств РСФСР (1968) — за заслуги в области советского киноискусства[40]
- Народный артист РСФСР (1977) — за заслуги в области советского киноискусства[41]
- Народный артист СССР (1987) — за большие заслуги в развитии советского киноискусства[42]
- Государственная премия СССР в области литературы, искусства и архитектуры (1976) — за мультипликационные фильмы: «Фильм, фильм, фильм…», трилогию о Винни-Пухе, «Остров», «Дарю тебе звезду»[43]
- Государственная премия СССР в области литературы, искусства и архитектуры (1982) — за художественно-публицистический фильм «О спорт, ты — мир!»[44]
- Премия Президента Российской Федерации в области литературы и искусства (1999)[45]
- Орден Трудового Красного Знамени (1971, № ордена: 691837)
- Орден «Знак Почёта»[27]
- Орден Отечественной войны II степени (1985)
- Орден «За заслуги перед Отечеством» III степени (1998) — за большой личный вклад в развитие отечественного киноискусства[46].
- Национальная премия ГДР (1971) — за фильм «Юноша Фридрих Энгельс»
- Специальный приз Президента Российской Федерации «За выдающийся вклад в развитие российского кино» за 2001 год (2002)[47].

### Призы на фестивалях
- 1962 — МКФ в Сан-Франциско (Приз «Золотые Ворота», фильм «История одного преступления»)
- 1963 — МКФ короткометражных фильмов в Оберхаузене (Почётный диплом, фильм «История одного преступления»)
- 1964 — ВКФ в Ленинграде (Первая премия в разделе мультипликационных фильмов, фильм «История одного преступления»)
- 1964 — МКФ в Венеции (Приз «Бронзовый лев Святого Марка», фильм «Топтыжка»)
- 1964 — VI МКФ фильмов для детей и юношества в Венеции (Приз, фильм «Топтыжка»)
- 1965 — МКФ в Корке (Почётный диплом, фильм «Каникулы Бонифация»)
- 1966 — ВКФ в Киеве (Первая премия в разделе мультипликационных фильмов, фильм «Каникулы Бонифация»)
- 1966 — МКФ анимационных фильмов в Мамае (Приз «Золотой Пеликан» в номинации детских фильмов, фильм «Каникулы Бонифация»)
- 1967 — II МКФ фильмов для детей в Тегеране (Поощрительный диплом, фильм «Каникулы Бонифация»)
- 1969 — МКФ короткометражных фильмов в Кракове (Почётный диплом, фильм «Фильм, фильм, фильм!»)
- 1970 — МКФ короткометражных фильмов в Тампере (Приз, фильм «Фильм, фильм, фильм!»)
- 1970 — МКФ неигрового и анимационного кино в Лейпциге (Премия «Золотой голубь», фильм «Юноша Фридрих Энгельс»)
- 1971 — МКФ короткометражных фильмов в Оберхаузене (Премия международного Жюри народных университетов, фильм «Юноша Фридрих Энгельс»)
- 1973 — МКФ анимационных фильмов в Нью-Йорке (Серебряная медаль, фильм «Фильм, фильм, фильм!»)
- 1973 — МКФ в Коломбо (Приз за лучший короткометражный фильм, фильм «Фильм, фильм, фильм!»)
- 1974 — ВКФ в Баку (Вторая премия по разделу мультипликационных фильмов, фильм «Остров»)
- 1974 — МКФ в Каннах (Гран-при за короткометражный фильм, фильм «Остров»)
- 1974 — IX МКФ короткометражных фильмов в Кракове (Гран-при «Золотой Дракон Вавеля», Денежная премия, Диплом «СИДАЛЬК», фильм «Остров»)
- 1975 — МКФ в Каннах (Специальный приз жюри (основной конкурс короткометражных фильмов), фильм «Дарю тебе звезду»)
- 1977 — X Всесоюзный кинофестиваль в Риге (Вторая премия по разделу мультфильмов — мультфильм «Икар и мудрецы»)
- 1983 — МКФ «Cinanima» в Эшпинью (Почётный диплом в категории фильмов от 3 до 12 минут, фильм «Лев и бык»)
- 1983 — XIV МКФ короткометражных фильмов в Тампере (фильм назван лучшим анимационным фильмом года «За мастерское владение стилем классической анимации», фильм «Лев и бык»)
- 1984 — МКФ анимационных фильмов в Торонто (Приз зрителей, фильм «Лев и бык»)
- 1997 — Премия им. В. Старевича
- 2005 — Х Открытый российский фестиваль анимационного кино в Суздале (Приз «За вклад в профессию»)
- 2006 — МКФ анимационных фильмов в Анси (Приз жюри «За достижения в профессии»)
- 2006 — Премия «Ника» — за выдающийся вклад в российский кинематограф.
- 2006 — XVIII МКФ анимационных фильмов в Загребе (Animafest) (Приз «За вклад в профессию»).

### Участие в документальных фильмах
- 1997 — Анимация от А до Я
- 1999 — Фёдор Хитрук. Профессия — аниматор
- 2002 — Портреты эпохи. Фёдор Хитрук
- 2003 — Хитрук и все-все-все
- 2004 — Русская магия
- 2004 — Союзмультфильм: Сказки и Были
- 2004 — Волшебная Русь
- 2005 — Режиссёр-мультипликатор (фильм 1, из документального сериала об искусстве мультипликации «Фабрика чудес»)
- 2006 — Невесомая жизнь
- 2006 — Евгений Леонов. Исповедь
- 2011 — Эдуард Назаров (из телевизионного документального цикла «Острова»)

### Переводы
- Малтин Леонард. О мышах и магии. История американского рисованного фильма. — М.: Издательство Дединского, 2018. — 640 с. — ISBN 978-5-6040967-0-3.Of Mice and Magic. A History of American Animated Cartoons. Переводчик Хитрук Ф. С.[49]